# Etica secolare
L'etica secolare è una branca della filosofia morale in cui l'etica è basata solamente sulle facoltà umane come la logica, la ragione e l'intuizione morale e non è derivata da rivelazione o consigli soprannaturali (che è la fonte dell'etica religiosa). L'etica secolare può essere vista come una vasta varietà di sistemi etici e morali basate principalmente sull'umanesimo, il secolarismo e il libero pensiero.
La maggioranza di concetti morali secolari consistono a grande scala sull'accettazione del contratto sociale e a scala individuale su alcune forme di attribuzione di intrinseco valore delle cose, derivata dall'intuizione etica o da una logica deduzione che stabilisca una preferenza di una cosa sull'altra, come nel rasoio di Occam. Approcci come l'utilitarismo e l'egoismo etico sono considerati piuttosto radicali.

## Principi dell'etica secolare
A dispetto della vastità e diversità delle loro visioni filosofiche, gli etici secolari generalmente condividono uno o più principi:
- Gli esseri umani, attraverso la loro abilità di empatizzare, sono capaci di determinare fondamenti etici.
- Gli esseri umani, attraverso la logica e la ragione, sono in grado di derivare principi normativi di comportamento.
- Questo può portare a comportamenti moralmente preferibili a quelli propagandati o condonati basati sui testi religiosi.

### Etica umanista
L'umanesimo sostiene la moralità universale basata sulle comunanze della natura umana e quella conoscenza del giusto o dello sbagliato è basata sulla nostra migliore comprensione dei nostri interessi individuali o comuni, piuttosto che derivata da una fonte trascendentale o arbitrariamente locale, inoltre rifiuta completamente la fede come base per l'azione. L'intento dell'etica umanista è quello di ricercare validi principi di condotta individuale sociali e politici, giudicandoli sulla loro abilità di migliorare l'essere umano e la responsabilità individuale oltre che di eliminare la sofferenza umana.
L'Unione internazionale etico-umanistica (IHEU) è l'organizzazione mondiale che riunisce tutte le altre per coloro che aderiscono alla filosofia di vita umanista.
L'umanesimo è la filosofia etica democratica ed etica, che afferma che gli esseri umani hanno il diritto e la responsabilità di dare senso e forma alle loro vite. Il suo intento è quello di costruire una società più umana attraverso un'etica basata sull'essere umano e su altri valori naturali nello spirito della ragione e della libera indagine attraverso le capacità umane. Non è teistica e non accetta visioni soprannaturali della realtà
L'umanesimo è conosciuto per adottare i principi della Regola d'oro come citato da Oscar Wilde: "L'egoismo non è vivere come uno desidera di vivere, è chiedere agli altri di vivere come uno desidera vivere." Questo enfatizza il rispetto per l'identità e gli ideali degli altri.

### Etica secolare e religione
C'è chi sostiene che la religione non è assolutamente necessaria per avere un comportamento morale. Il Dalai Lama ha detto che compassione e affetto sono valori umani indipendenti dalla religione: "abbiamo bisogno di questi valori umani. Io chiamo queste etiche secolari, convinzioni secolari. Non c'è relazione con una religione particolare. Anche senza religione, anche come non-credenti, noi abbiamo la capacità di promuovere queste cose." 
Coloro che sono scontenti dell'orientamento negativo della tradizionale etica religiosa credono che le proibizioni possano solo stabilire il limite assoluto di ciò che una società è disposta a tollerare del peggio delle persone, e non le guidano invece a ottenere il loro meglio. In altre parole, qualcuno che segue tutte queste proibizioni sta semplicemente evitando di essere un criminale, non sta agendo come una influenza positiva sul mondo. essi concludono che l'etica razionale può portare a una vita etica pienamente compiuta, mentre le proibizioni religiose sono insufficienti.
Ciò non significa che religione ed etica secolare si escludano a vicenda. Infatti, molti principi, come ad esempio la Regola d'oro, sono presenti in entrambi i sistemi, e alcune persone religiose, così come i Deisti, preferiscono adottare un approccio razionale all'etica.

## Filosofi e testi filosofici chiave

### Holyoake

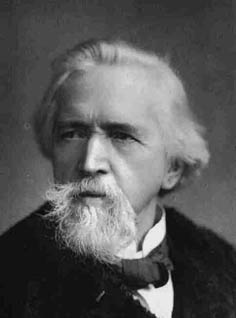
Holyoake, secolarista

English Secularism scritto da George Jacob Holyoake nel 1896, definisce così il secolarismo:
"Il Secolarismo è un codice di doveri riguardanti questa vita, fondato su considerazioni puramente umane, e inteso principalmente per quelli che trovano la teologia indefinita o inadeguata, inaffidabile o incredibile. I suoi principi essenziali sono tre: (1) Il miglioramento di questa vita con mezzi materiali. (2) Che la scienza e disponibile come provvidenza dell'uomo. (3) Che è bene fare del bene. Che ci sia o meno dell'altro bene, il bene della vita attuale è bene, ed è bene cercare tale bene."
Holyoake sosteneva che il secolarismo non doveva assolutamente interessarsi di questioni religiose (in quanto irrilevanti), e doveva quindi essere distinto da libero pensiero e ateismo. In questo era in disaccordo con Charles Bradlaugh, e il disaccordo divise il movimento secolare tra coloro che sostenevano i movimenti anti-religiosi e l'attivismo come non necessari o desiderabili e coloro che ritenevano il contrario.

### Nietzsche

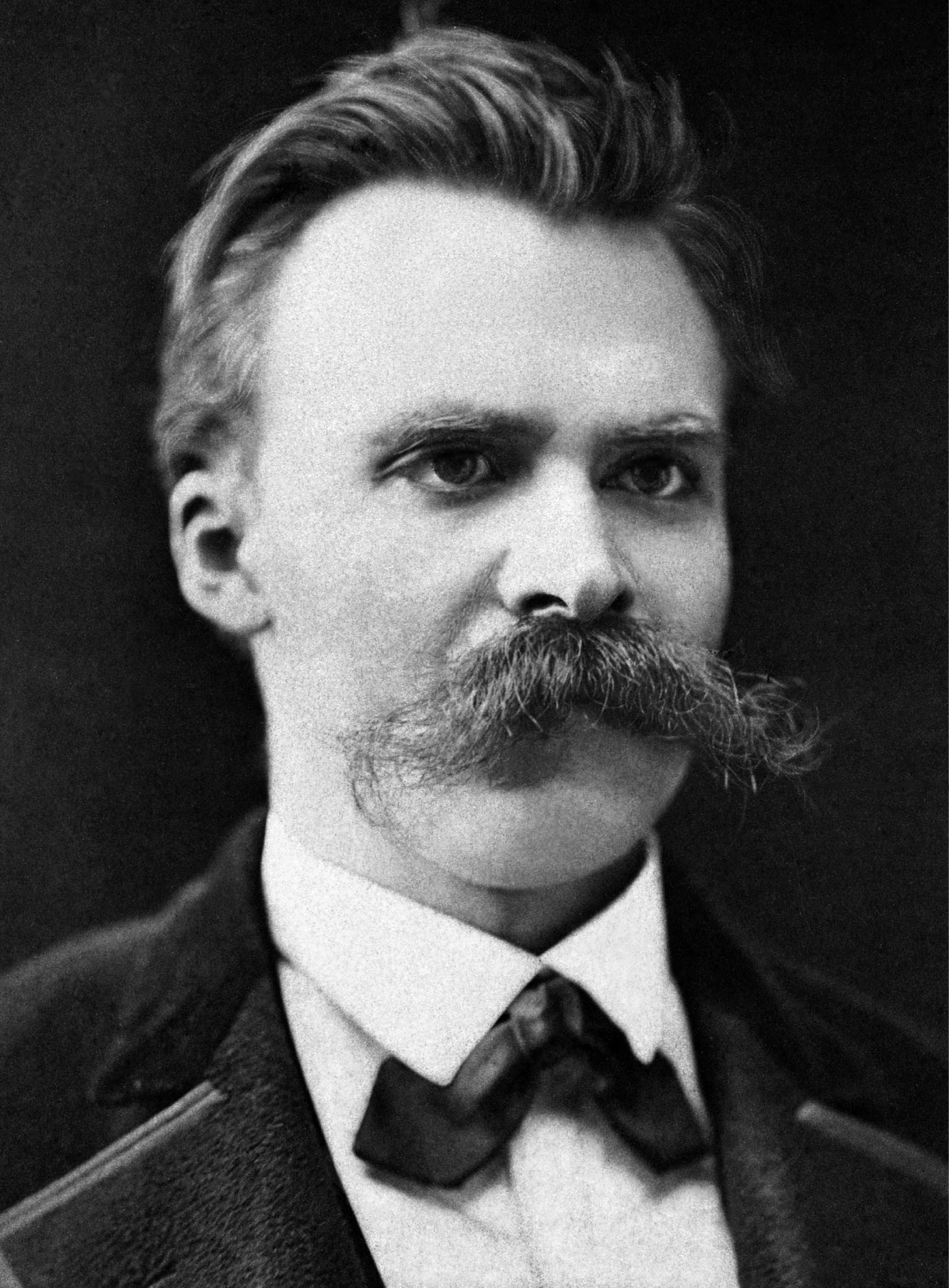
Nietzsche, secolarista

Friedrich Nietzsche basò i suoi lavori di etica sul rifiuto della cristianità e dell'autorità in generale o sul nichilismo morale. Molti lavori di Nietzsche parlano di una moralità padrone-schiavo, della forza di volontà o di qualcosa di più forte che sottomette il più debole, dell'adattamento darwinistico e della volontà di vivere. Nietzsche espresse la sua filosofia morale attraverso la sua collezione di lavori, i più importanti dei quali per l'etica secolare sono La gaia scienza (nel quale la famosa frase Dio è morto è usata per la prima volta), Così parlò Zarathustra, Oltre il bene e il male e Sulla genealogia della morale.

### Kant

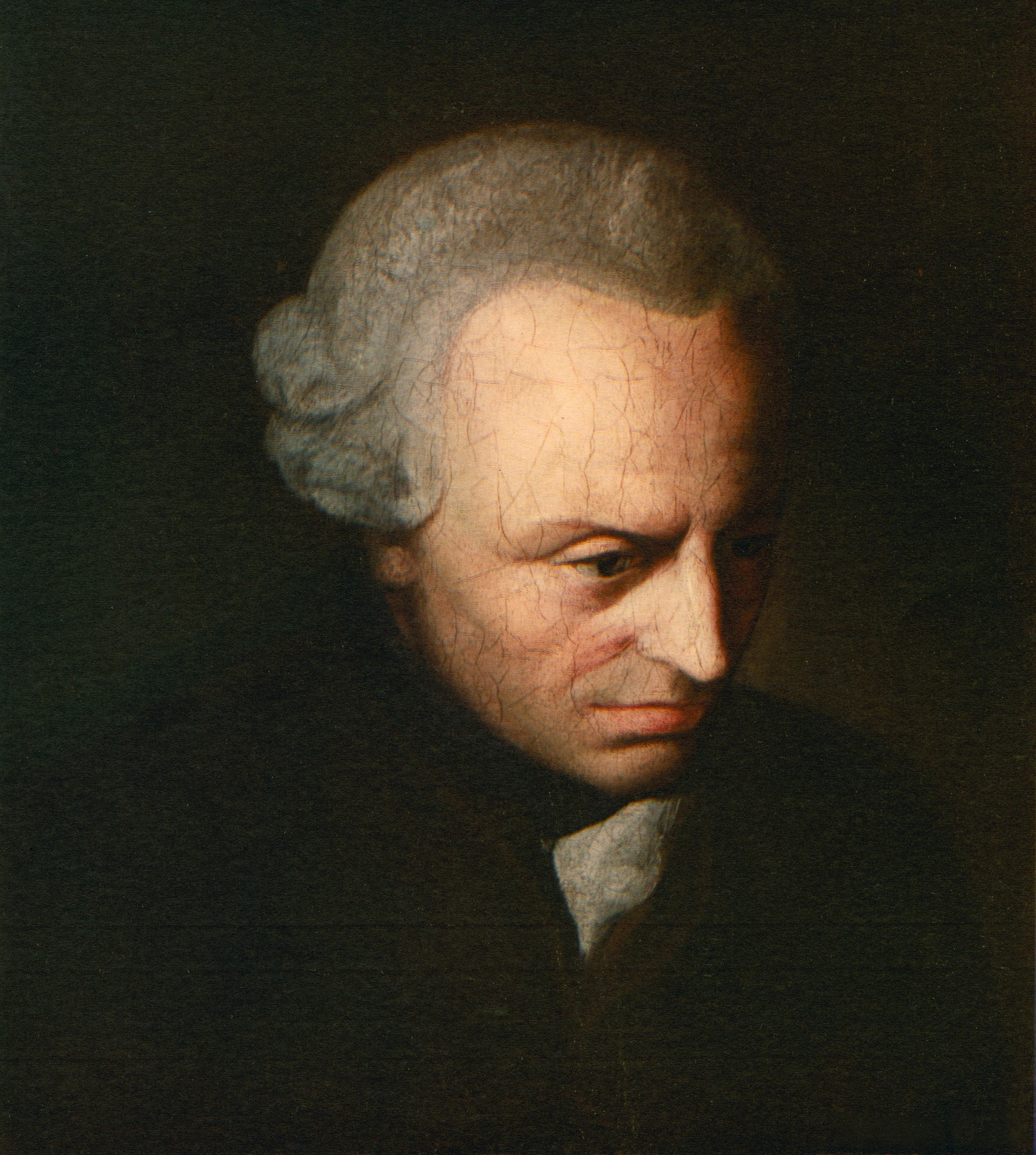
Immanuel Kant

Sull'etica, Kant scrisse lavori sia di descrizione della natura dei principi universali, sia di dimostrazione procedurale della loro applicazione. Kant affermò che solo una "buona volontà" è moralmente lodevole, ossia che fare ciò che appare etico per le ragioni sbagliate è non moralmente un atto di bontà. L'enfasi di Kant sugli intenti dell'individuo o sulla ragione di agire è solitamente contrastata con il principio dell'utilitarismo, secondo cui la bontà di un'azione è da giudicare solo rispetto al suo risultato. L'utilitarismo è fondato sull'imperativo ipotetico: se uno vuole _____ , deve fare _____.
```
Il contrasto è rispetto all'etica kantiana dell'imperativo categorico, secondo cui l'atto morale è fatto per il suo stesso bene ed è i
```

esemplificato: Uno deve fare _____ o alternativamente, uno non deve fare _____ .
Per esempio, sulla base dell'etica kantiana, se una persona dovesse dare soldi in beneficenza alle persone più bisognose perché ha timore di una punizione divina, allora la donazione non sarebbe un atto moralmente valido.

### Utilitarismo

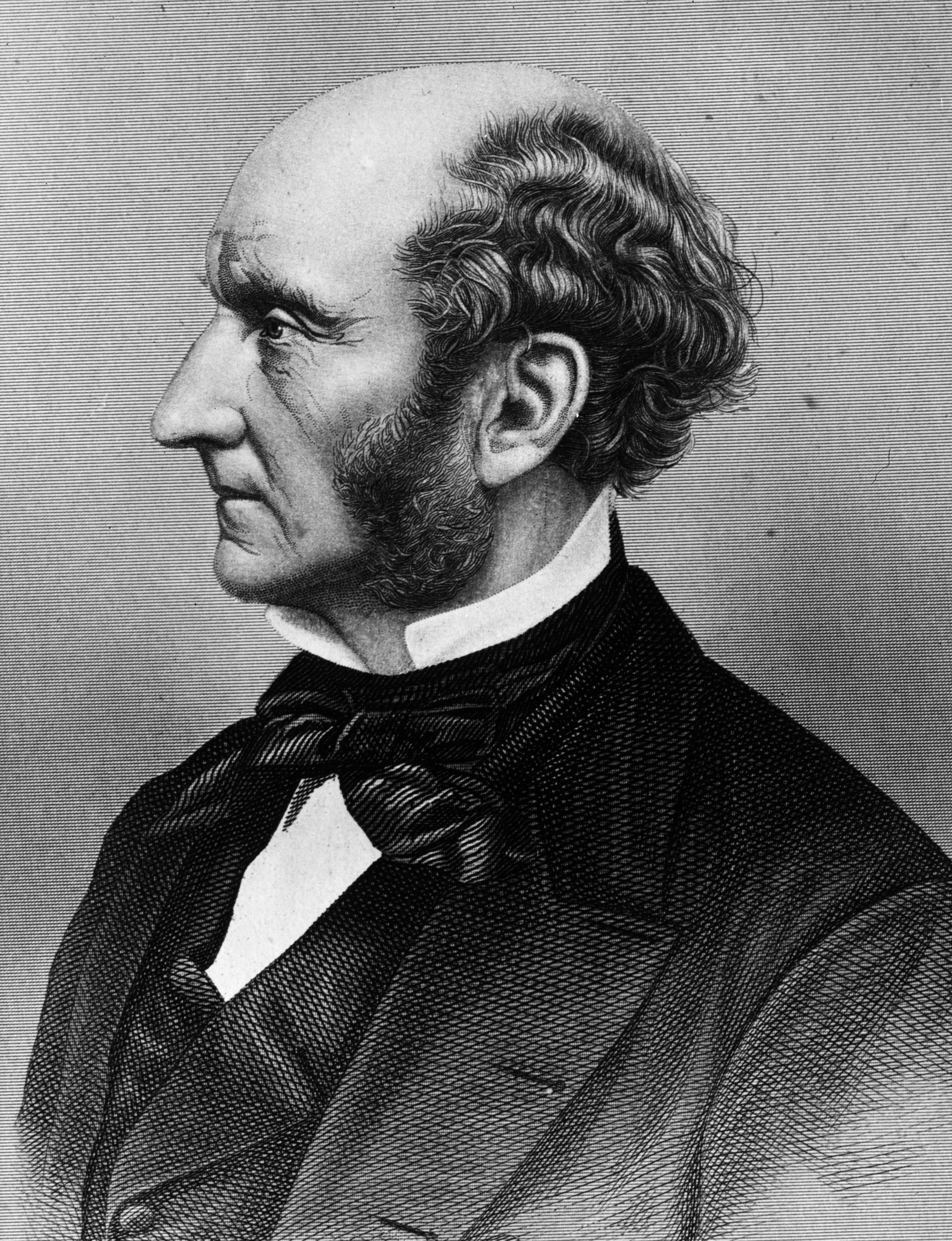
John Stuart Mill, utilitario

L'utilitarismo (dal latino utilis, utile) è una teoria dell'etica che prescrive la massimizzazione quantitativa di buone conseguenze per la popolazione. È una forma di consequenzialismo. Il bene da massimizzare è solitamente la felicità, il piacere o la soddisfazione. Sebbene alcune teorie utilitariste sembrano ricercare di massimizzare altri fini, questi effetti generalmente hanno qualcosa a che fare con il benessere delle persone (o delle persone e degli animali non umani). Per queste ragioni, l'utilitarismo è spesso associato al termine consequenzialità del welfare.
È lodevole di menzione che l'utilitarismo è compatibile sia con l'etica secolare che religiosa, dato che esso è il "risultato finale" che è fondamentale (opposto all'etica kantiana discussa sopra). Usando lo stesso scenario precedente, sarebbe irrilevante se una persona dando soldi in beneficenza lo facesse per convinzione personale o religiosa, il mero fatto che la donazione sia effettuata è un motivo sufficiente per essere classificato "moralmente giusto".